# Hermanus Tersteeg
Hermanus Gijsbertus Tersteeg, (Amsterdam, 22 april 1845- Baarn, 16 september 1927), was een Nederlands tekenaar, aquarellist en kunsthandelaar. Tersteeg tekende vooral landschappen.
Hermanus Tersteeg werd geboren in Amsterdam als zoon van Hermanus Gijsbertus Tersteeg en Anna Catharina Rooth. In 1868 huwde hij met Maria (Marie) Magdalena Alida Pronk (Amsterdam, 22 februari 1845 - Baarn, 2 november 1925) met wie hij vijf kinderen kreeg, onder wie zoon Johan. Ze woonden boven de zaak aan Plaats 20 in Den Haag en verhuisden in 1914 naar de Kerkstraat 4 in Baarn.

## Van Gogh
Hij volgde in 1867 de oom van Vincent van Gogh (“oom Cent”) op als chef bij de  in de Haagse vestiging van de Parijse kunsthandel Goupil & Cie. In 1856 trad een familielid van Goupil, Léon Boussod, tot de firma toe en zou de naam worden gewijzigd in Boussod, Valadon & Cie. Tersteeg was de leermeester van Theo en Vincent van Gogh die als bediende in de kunsthandel werkte. Hij had in de tijd dat hij in Den Haag werkte een uitvoerige correspondentie met Van Gogh en kocht ook enkele van zijn eerste tekeningen. Over de relatie tussen Tersteeg en “Cent” van Gogh verscheen in 2004 een artikel in Van Gogh Museum Journaal.